# Geresenje
'Geresenje (mongol : Гэрсэнз, translittération MNS : Gersenz) ou Geresenje Jalayir-un Qong Tayiji, est un khan mongol et Khong Tayiji.
C'est un fils de Batmönkh Dayan Khaan.
D'après le Asarayči neretü teüke, il a pour troisième fils, Noyonu-qu Üijeng Noyan, qui a lui même pour premier fils Abadai Khan.
Asiqai (mn), le fils aîné de Geresenje Jalayir-un Qong Tayiji hérite de son titre de Qong tayiji.